# Мушкетёры (организация)
Мушкетёры (пол. Muszkieterzy (Muszkieterowie)) (октябрь-ноябрь 1939 — август 1942), другие конспиративные названия — «Mu», «Nurki», «Regimenty Mu», «Żupany» — польская подпольная организация в основном разведывательного характера.
«Мушкетёры» была работавшей глубоко в подполье и вместе с тем очень таинственной организацией, о которой в настоящее время известно немногое. Ввиду малого количества материалов основанных на источниках и немногих воспоминаний её членов, исследователи вынуждены строить гипотезы, истинность которых трудно проверить. Известно, что организация была создана в начале октября или в начале ноября 1939 года в Варшаве по инициативе инженера, капитана Стефана Витковского, известного под псевдонимами «Капитан», «Доктор Зэт», «Директор», «Инженер», «Тенчинский», «Каневский». Одна из гипотез касающихся названия организации говорит, что оно возникло во время заключительного периода боев Польской кампании 1939 года, когда капитан С. Витковский командовал диверсионным отрядом вооружённым в основном противотанковыми ружьями «wz. 35» (пол. Karabin przeciwpancerny wz. 35). Командир Отдельной оперативной группы «Полесье» (пол. Samodzielnej Grupy Operacyjnej "Polesie"), генерал Франтишек Клэберг, называл их «muszkieterami» из-за длины ружей, достигающих 1760 мм. С. Витковский в вопросе создания своей организации ссылался на распоряжение переданное ему через генерала Владислава Сикорского.
К «Мушкетёрам» принадлежали, прежде всего, молодые солдаты и в особенности офицеры действующих службы и запаса, а также лица вышедшие из технической среды (довоенные знакомые инженера С. Витковского) и других подпольных организаций. В 1940 году «Мушкетёры» входили в состав Центрального комитета освободительных организаций (пол. Centralny Komitet Organizacji Niepodległościowych), от которого получали финансовые средства. Они вели в основном разведывательную деятельность главным образом на территории Рейха и польских территориях занятых СССР, а также занимались контрразведывательной деятельностью. Сильные разведывательные отделения (базы), находились также в Венгрии в частности в Будапеште.

## Организационная структура
В период с половины 1940 года до весны 1941 года организационная структура руководства «Мушкетёров» выглядела следующим образом:
- главное командование:
  - руководитель — капитан С. Витковский,
- штаб вместе с канцелярией:
  - квартирмейстер — Анджей Липковский,
  - пропаганда — Юлиан Вапнярский, затем Стефан Тарновский,
  - руководитель разведывательных округов — майор Винцентий Мишке (псевдоним «Хенрик»),
  - начальник контрразведки — Стефан Дембинский (псевдоним «Антоний»),
  - связь — Александер Велопольский (псевдоним «Кароль»), затем полковник Ежи Ястжембский (псевдоним «Ян»).

1 мая 1941 года главное командование было переименовано в «капитанат». Разведывательная сеть состояла из 8 разведывательных районов, а те, в свою очередь, из групп. С целью её инспекции капитан С. Витковский мог ездить по Германии переодетый в форму высшего офицера СС под фальшивой фамилией Артур (Аугуст) фон Тербах.

## Деятельность
«Мушкетёры» имели непосредственные связи с западными службами особенно с британской разведкой Интеллидженс Сервис, которой передавали регулярные разведывательные доклады, благодаря чему могли пользоваться независимостью от других подпольных организаций, главным образом ZWZ (Союз Вооружённой Борьбы)-АК, однако поддерживали с ними сотрудничество. На рубеже 1940 и 1941 годов ячейка контрразведки «Мушкетёров» с её руководителями С. Дембинским и Казимежем Леским была подчинена Главному командованию ZWZ.
Некоторые исследователи выдвигают гипотезы, что некоторые «Мушкетёры» на рубеже 1941 и 1942 годов вели очень таинственную игру с целью достичь неких договорённостей с германцами и их союзниками. Они установили контакты с находящимся в Венгрии маршалом Эдвардом Рыдз-Смиглы, а также бывшим премьер-министром Леоном Козловским. По-видимому в связи с этим вопросом полковник Марьян Стейфер зондировал через венгерское посредничество заинтересованность нацистов в возможном создании польского правительства сотрудничающего с Рейхом. В октябре 1941 года маршал возвратился в оккупированную Польшу. Имеются непроверенные предположения, что капитан С. Витковский вместе маршалом Э. Рыдз-Смиглы и Л. Козловским предприняли попытку какого-то соглашения с германцами. Подтверждает это неопубликованный доклад майора Станислава Славинского от декабря 1941 года, который был офицером контрразведки ZWZ, согласно этому докладу капитан С. Витковский намеревался в октябре или ноябре 1941 года поехать в Берлин на переговоры с нацистскими сановниками.

## Миссия Шатковского в СССР
В декабре 1941 года капитан С. Витковский, с ведома национал-социалистов, отправил своего доверенного сотрудника поручика Чеслава Шатковского (псевдоним — ротмистр Заремба) с секретной миссией в СССР к генералу Владиславу Андерсу. Он намеревался передать приказ о начале сотрудничества с Германией и её союзниками против Советского Союза и теми кто оказывал ему поддержку (о переходе на другую сторону фронта вместе со всей армией), якобы отданный маршалом Э. Рыдз-Смиглым.
Адъютант Андерса, Ежи Климковский, в своих мемуарах пишет, что по настоянию Андерса, опасавшегося того, что курьер может его скомпрометировать перед советскими властями, Шатковского приговорили к расстрелу, но Сикорский приговор не утвердил.
Как оказалось позже, дело было не простым. Речь шла о созданной в Польше подпольной организации так называемых «мушкетёров», во главе которой стоял инженер Витковский.
Основным идеологическим принципом этой организации было сотрудничество с гитлеровской Германией в целях разгрома Советского Союза. Впрочем, то же самое провозглашал и Леон Козловский, и это полностью совпадало с намерениями Андерса, но лишь с одной оговоркой: Андерс хотел видеть во главе такой организации самого себя. Эта организация после разговора с Леоном Козловским, приехавшим именно с таким убеждением от Андерса, выслала к нему Шатковского с предложением конкретного сотрудничества. В инструкции, привезённой им в Бузулук, между прочим было сказано, что организация «мушкетёров» считает Советский Союз врагом номер 1 и поэтому предлагает Андерсу сотрудничество чисто военного характера: диверсии, шпионаж и т. п., вплоть до перехода всей армии на немецкую сторону.

Сам переход Шатковского через линию фронта проходил следующим образом: после согласования с немецкими властями посылки к Андерсу курьера им избрали поручика Шатковского. Вместе с тремя приданными ему коллегами он в сопровождении офицера немецкой разведки сел на Главном вокзале в Варшаве на поезд. Доехали до Харькова. Здесь все вышли и затем в сопровождении того же немецкого офицера были доставлены к передовой линии фронта, где их спокойно пропустили на советскую сторону. Прибыв туда, они явились на первые попавшиеся посты с просьбой отправить их в Польскую армию как курьеров подполья, следующих к Андерсу.
Ромуальд Святек, со ссылкой на «Парыска культура» (№ 4/367/1978) пишет:
В действительности ни для кого не является неожиданным, что немцы делали все возможное для того, чтобы посеять семена недовольства между поляками и русскими, так как они опасались их объединения против Германии. В подтверждение тому, что такой немецкий заговор действительно существовал, я привожу отрывок из рассказа «Салус» Здзислава Бay, опубликованного в «Парыска культура» (№ 4/367/1978), где утверждается, что в начале декабря 1941 года в штаб генерала Андерса в Бузулуке явилось четыре человека, которыми занимался лейтенант Шатковский. Они заявили, что прибыли из Польши и принадлежат к подпольной организации под названием «Мушкетёры», принесли с собой микроплёнку, а также слухи о том, что исчезнувшие польские офицеры были убиты где-то под Смоленском. Содержание микроплёнки осталось неизвестным, вероятно, потому, что эта четвёрка в то время в Польше работала в гестапо и была направлена с целью посеять разногласия в польской армии и недоверие к русским.

## Роспуск
6 декабря 1941 года были подписаны документы об объединении ZWZ и «Мушкетёров». Несколько месяцев спустя ввиду несогласия капитана С. Витковского на раскрытие агентов глубокой разведки на территории Третьего рейха, Венгрии и СССР, по приказу генерала Стефана Ровецкого (псевдоним «Grot») он был отстранён от командования «Мушкетёрами». В августе 1942 года Главное командование АК обвинило его и его пособников в неповиновении и сотрудничестве с Германией и её союзниками, особенно с Абвером и Гестапо. Военный специальный суд приговорил его к смертной казни. 18 сентября того же года приговор привела в исполнение экзекуционная ячейка АК. Ранее, 27 августа 1942 года, организация «Мушкетёры» была распущена приказом главнокомандующего АК, генерала С. Ровецкого. Большинство членов организации вошло в АК, а части в иные подпольные организации.